# Église Saint-Lubin de Coulongé
L'église Saint-Lubin est une église située à Coulongé, dans le département français de la Sarthe.

## Historique
La première mention d'une église dédiée à saint Lubin remonte au VIe siècle. Un sanctuaire roman est édifié au XIe siècle, c'est l'ecclesia Colongiacus citée dans le cartulaire de l'abbaye Saint-Vincent du Mans en 1045. Au XVIIe siècle, l'abside est fermée par un grand retable et deux autels latéraux. Une campagne de travaux est menée par l'architecte Nourry-Blatin entre 1856 et 1862 consistant en l'allongement de la nef d'une travée et la construction de la chapelle sud.

## Description

### Architecture
L'édifice se compose d'une nef unique de type roman terminée par une abside en cul-de-four. La chapelle sud est voûtée d'ogives. Le chœur est couvert d'une coupole supportée par des trompes. L'église bénéficie d'une inscription à l'inventaire supplémentaire des monuments historiques depuis le 16 janvier 1926, tandis que l'abside, y compris les peintures murales, et le retable du maître-autel bénéficient d'un classement depuis le 30 juillet 1964.

### Mobilier et décoration
L'église renferme de nombreuses œuvres remarquables, notamment :
- Le retable en pierre du maître-autel, de 1644, classé monument historique au titre d'objet en 1969[3].
- Les retables en pierre de la Vierge et de la chapelle sud, du XVIIIe siècle, classés monuments historiques au titre d'objets en 1969[4].
- Un tableau du XVIIIe siècle, intitulé La Trinité entourée d'anges, classé monument historique au titre d'objet en 1968[5].
- Deux tableaux du XVIIIe siècle, intitulés Saint Gervais et Saint Roch, classés monuments historiques au titre d'objets en 1968[6].
- Un tableau du XVIIIe siècle, intitulé l'Ascension, classé monument historique au titre d'objet en 1968[7].
- Les peintures monumentales des XIIe et XIIIe siècles, classées monuments historiques au titre d'objets en 1964[8], qui sont également classées monument historique au titre d'immeuble.
- Un panneau de bois peint du XVIe siècle, intitulé La Cène, classé monument historique au titre d'objet en 1907[9].